# Pont de la Parole
Le pont de la Parole est un pont à béquilles inclinées à deux articulations qui traverse le Lérez au niveau du quartier Monte Porreiro, dans la ville de Pontevedra (Espagne). Il a été inauguré en 2011 et relie le quartier Monte Porreiro à la paroisse civile de Lérez.

## Situation
Le pont est situé dans la partie basse du quartier Monte Porreiro, au bout de l'Avenue Buenos Aires, à 500 mètres de la plage du Lérez, en amont.

## Histoire
Le projet de construction du pont de la Parole est né dans les années 2000 de la nécessité de relier le quartier Monte Porreiro à la paroisse civile de Lérez par une route jusqu'au secteur Porta do Sol, très proche du Monastère Saint-Sauveur de Lérez. En même temps, l'objectif était d'améliorer l'accès à l'hôpital Montecelo depuis le nord de la commune et la route N-550 vers la N-541 et de désengorger la ville.
Le Conseil provincial de Pontevedra a lancé l'appel d'offres pour le projet et les travaux en 2007. Après plusieurs vicissitudes, la construction du pont a finalement commencé en 2010. Il a été inauguré le 30 décembre 2011 par la ministre des Travaux publics de l'époque, Ana Pastor. Il est ainsi devenu le sixième pont de la ville.
Le 21 mars 2012, à l'occasion de la Journée de la Poésie, l'écrivain Fina Casalderrey a parrainé un événement auquel ont participé des écoliers de Monte Porreiro et de Lérez qui ont proposé que le pont s'appelle le Pont de la Parole comme une union symbolique entre ces deux quartiers de Pontevedra et comme un signe d'harmonie, d'amitié et de rencontre,.

## Description
Il s'agit d'un pont composé de deux séries de piliers en forme de V en béton armé. Ces piliers n'affectent pas le lit de la rivière, un site protégé déclarée site d'intérêt communautaire (SIC) en 2000.
La longueur totale du pont de la Parole est de 170,48 mètres. La poutre centrale, qui forme la travée centrale du pont, a une largeur de 14,70 mètres et une longueur totale de 54 mètres,. Le tablier est en béton précontraint et les culées et les béquilles sont en béton armée.
Le pont comporte deux voies pour la circulation des véhicules, une piste cyclable, deux trottoirs pour les piétons, des garde-corps métalliques bleus et l'éclairage,. Il est équipé de ralentisseurs à l'extrémité la plus proche de Monte Porreiro et la vitesse est limitée à 30 kilomètres par heure.

## Galerie

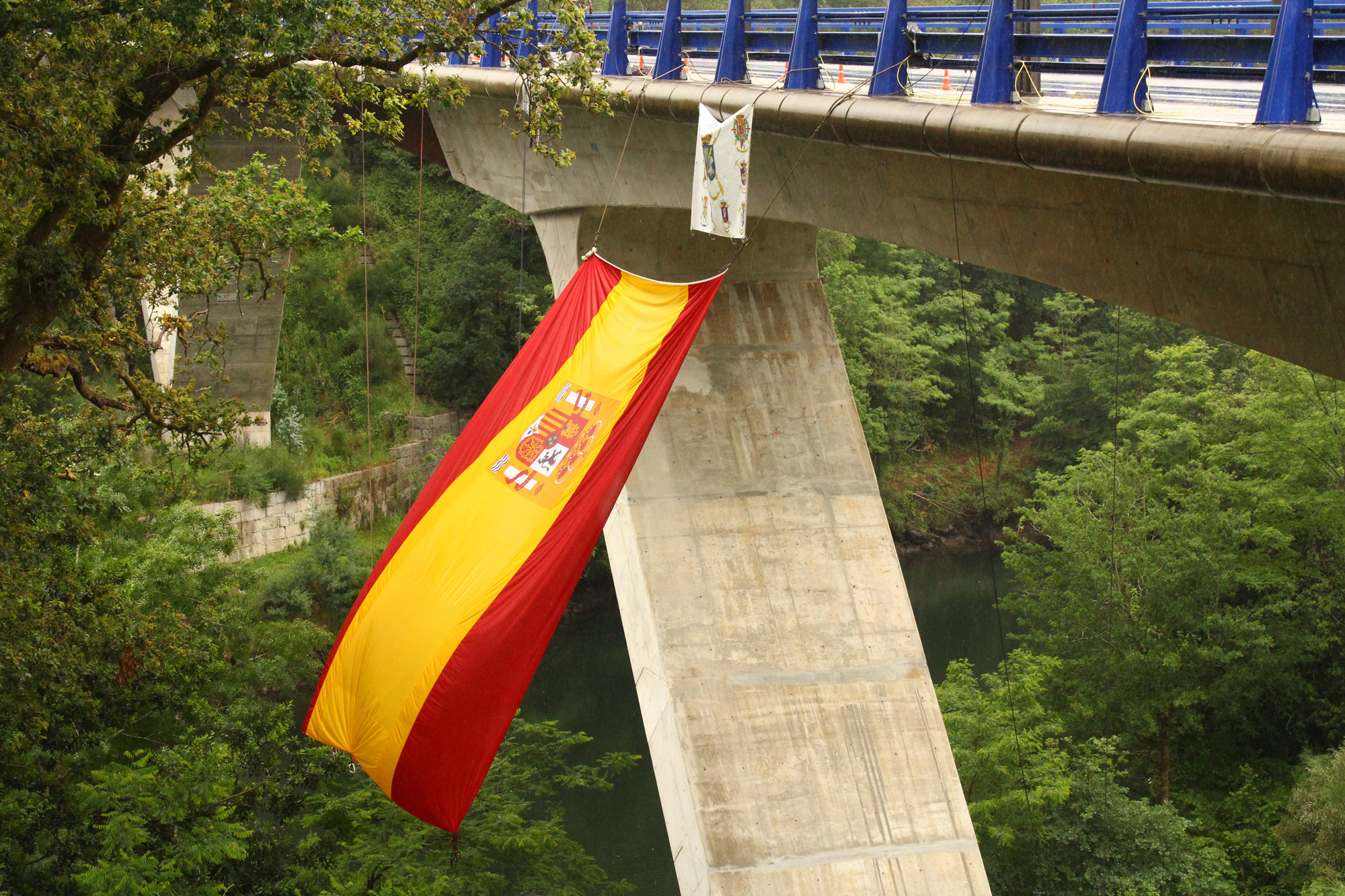
Piliers du pont en forme de V et garde-corps bleu
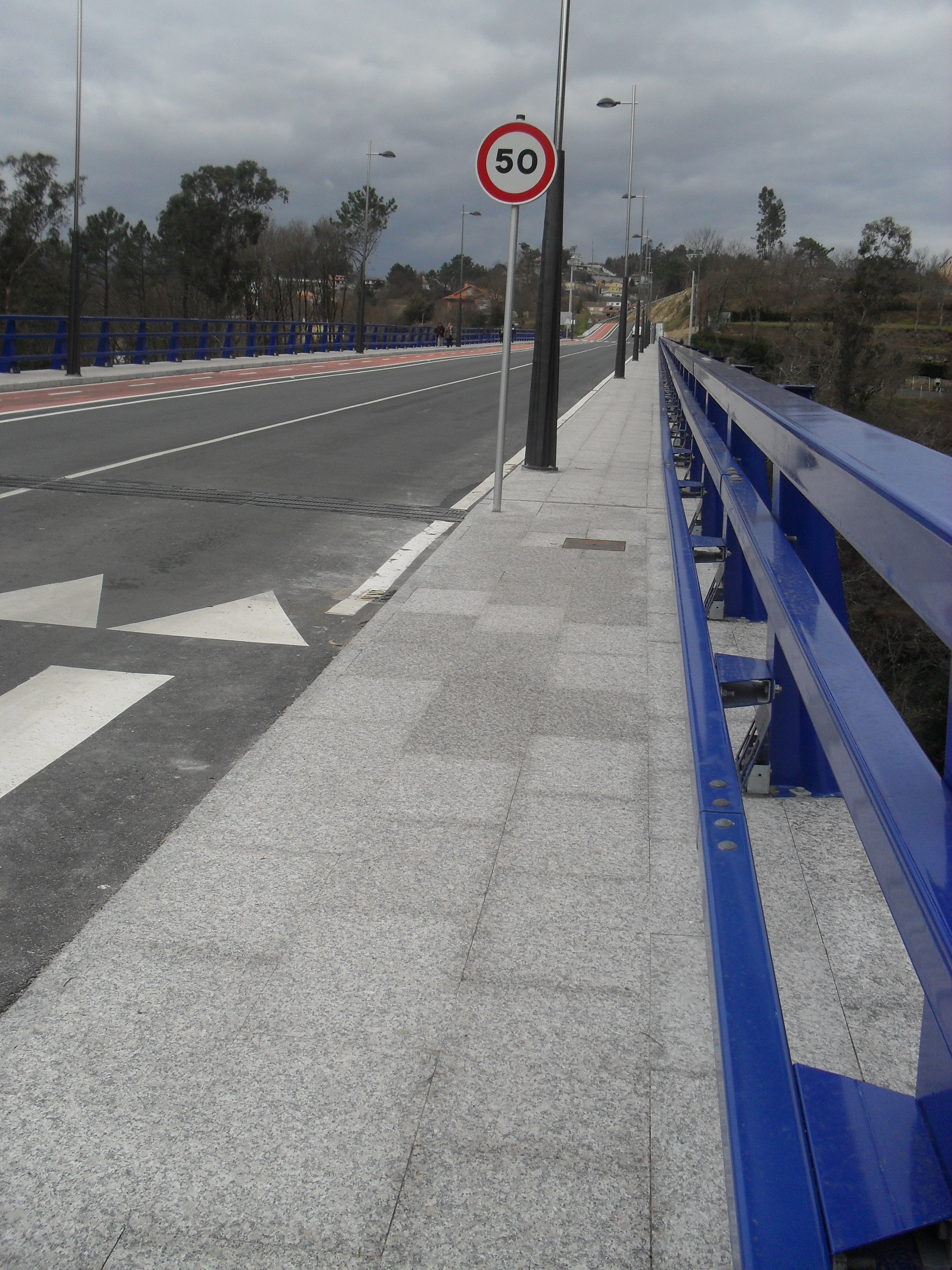
Le pont avec la piste cyclable sur le côté gauche